# Endomychus biguttatus
Endomychus biguttatus es una especie de coleóptero de la familia Endomychidae.

## Distribución geográfica
Habita en el Sureste de Estados Unidos.